# Geodia macandrewii
Geodia macandrewii är en svampdjursart som beskrevs av James Scott Bowerbank 1858. Geodia macandrewii ingår i släktet Geodia och familjen Geodiidae. Inga underarter finns listade i Catalogue of Life.